# Charnier de Saint-Cyrille-de-Wendover
Le charnier de Saint-Cyrille-de-Wendover est un charnier (en) situé à l'entrée du cimetière paroissial de Saint-Cyrille-de-Wendover au Québec (Canada). Ce petit bâtiment en pierre construit vers 1898 a été cité comme immeuble patrimonial en 2008 par la municipalité de Saint-Cyrille-de-Wendover.

## Histoire
Les cantons de Wendover et de Simpson ont été ouverts à la colonisation au début du XIXe siècle. En 1849, une route reliant les deux cantons a été construite. Une première demande pour la construction d'un lieu de culte a été faite en 1865. Un 1870, une première église en bois est construite. En 1876, devenue trop petite, elle est remplacée par une nouvelle église.
Un premier cimetière est établi en même temps que la première église. Jugeant le terrain de ce cimetière insalubre, la fabrique achète le terrain du cimetière actuel en 1897. Un charnier est construit l'année suivante à l'entrée du cimetière.

## Architecture
Le charnier de Saint-Cyrille-de-Wendover est un petit bâtiment carré d'un étage construit en pierre équarrie de différentes couleurs. Il a un toit en demi-croupe recouvert de tôle. Il a une unique porte en bois à double vantail. Il est orné d'une croix sur le faîte.